# Koidutäht Vallis
La Koidutäht Vallis è una struttura geologica della superficie di Venere.